# 일뤼미나시옹
《일뤼미나시옹》(프랑스어: Les Illuminations 레 일뤼미나시옹[*])은 1886년 5월과 6월에 파리의 문학 평론지인 《라 보그》(La Vogue)에서 부분적으로 처음 출판된, 프랑스 시인 아르튀르 랭보의 미완성 산문 시집이다. 1886년 10월에 레 퓌블리카시옹 드 라 보그(Les publications de La Vogue)가 랭보의 전 애인인 폴 베를렌이 제안한 《레 일뤼미나시옹》(Les Illuminations)라는 제목을 붙여 책의 형태로 재출판하였다. 서문에서 베를렌은 《일뤼미나시옹》이라는 제목은 채색된 삽화라는 뜻에서 영어 단어인 일루미네이션스(illuminations)와 랭보가 이미 붙인 부제에 기반한다고 설명하였다. 베를렌은 저작이 1873년과 1875년 사이에 이뤄졌다고 하였다. 채색 판화집이나 착색 판화집이라고도 한다.
랭보는 《일뤼미나시옹》을 이루는 시의 대부분을 베를렌과 함께 영국에 머물 때 지었다. 작품는 지속적인 일을 찾길 바란 곳인 1873년의 레딩에서 1875년의 샤르빌과 슈투트가르트까지의 랭보의 여정을 따른다.

## 구성, 스타일, 주제
《일뤼미나시옹》은 일반적으로 42개의 시로 구성되는 것으로 받아들여지고 있다. 《일뤼미나시옹》의 출판을 둘러싼 환경 때문에 랭보가 의도한 작품 순서에 대한 합의는 존재하지 않는다. 그럼에도 어떤 관례는 본 시집의 편집자들 사이에서 유지되고 있다. 예를 들어 다양한 《일뤼미나시옹》의 판본은 예외없이 〈아프레 드 데뤼주〉("Après Le Deluge")로 시작한다. 이러한 표면적 논란에도 불구하고 많은 학자들은 《일뤼미나시옹》에서의 작품 순서는 무의미하다고 단언하였다. 번역가 베르트랑 마티외(Bertrand Mathieu)는 이러한 관례에 대한 주요한 이유를 "단일의 시는 그 자신의 완성을 위하여 다른 시에 의존하지 않는다. 각각의 시는 고유한 것이다. (우리는 진정한 순서는 모르지만 그것을 알 필요는 없다.)"라고 요약하였다.
시집은 42개의 시중 40개의 시가 산문 시일 정도로, 대부분이 산문 시로 구성되어 있다. 〈마린〉("Marine")과 〈무브망〉("Mouvement")만이 예외적으로 베르 리브르(vers libre)이다. 이 두 시는 《일뤼미나시옹》의 예외일 뿐아니라 프랑스어로 쓰여진 최초의 자유 운문 시라는 점에서 주목할 만하다. 샤를 보들레르의 초기 산문 시에서 영향을 받았으나 랭보의 산문 시는 연속적인 스토리텔링 같은 산문적인 것이 결여되어 있다는 점에서 보들레르의 것과 다르다. 이러한 차이점 때문에 랭보의 산문 시는 보들레르의 것보다 더욱 난해하고 시적이다. 이러한 차이는 또한 《일뤼미나시옹》의 초현실적 특성에도 기여한다. 랭보는 비록 초현실주의에 앞서 있으나 시의 환각적이며 몽상적인 면 때문에 랭보가 초현실주의적 스타일로 저술을 하였다고 평가된다. 시의 환각적인 특징에 기여하는 랭보의 또 다른 스타일의 일면은 그가 단어를 문자 그대로의 의미보다는 어떤 것을 연상시키는 특성을 얻기 위해 사용한 점이다.  랭보의 스타일에서 혼란스러운 면은 《일뤼미나시옹》의 프랑스어 본문에서 외국어 단어를 사용한 점이다. 예를 들어 〈비잉 뷰티어스〉("Being Beauteous")란 시는 프랑스어로 쓰여졌으나 영어 제목을 가지고 있다. 랭보의 전기 작가 그레이엄 라브(Graham Robb)는 영어나 독일어 단어가 나타나는 것은 랭보의 여행 때문이라는 주장을 제기하였다. 랭보가 언어를 배울 때 시에서 사용할 단어의 목록을 정리했다고 한다.
《일뤼미나시옹》의 시들은 다양하고 독자적이기 때문에 폭 넓은 주제를 다루지만, 본문으로부터 명확히 나타는 하나의 주제는 저항이다. 이 주제는 첫 번째 시인 〈아프레 드 데뤼주〉에 스며들어 다수의 시들에서 계속된다. 《일뤼미나시옹》에서 랭보는 그가 살고 있는 사회가 주어야 하는 모든 것에 저항하는 듯이 보인다. 《일뤼미나시옹》에서 다른 주요 주제는 도시이며, 시 〈빌〉("Ville")에서 가장 명확히 나타난다. 이 주제는 적어도 6개의 시에서 두드러지게 나타나며, 다른 많은 시에서 언급된다. 이러한 시들에서 랭보는 도시의 매력을 표현함과 동시에 그에 대한 공포를 표현한다.

## 출판
1875년 2월 베를렌이 감옥에서 출소하였을 때, 랭보는 브뤼셀의 제르맹 누보(Germain Nouveau)에게 전달해 달라는 부탁과 함께 오늘날 《일뤼미나시옹》으로 알려진 원고를 베를렌에게 맡겼다. 유럽 여행에 열중하며, 랭보는 누보에게 그의 부재 동안 벨기에의 출판업자를 확보해 달라고 부탁하였다. 베를렌은 그러나 원고를 누보에게 보낸 후에 "왜 자신이 직접 출판업자를 알아보지 않았을까"하는 후회에 사로잡혔다. 누보는 2년 후인 1877년 베를렌에게 런던에서 원고를 돌려주었다. 몇 개월 후, 랭보의 시에 음악을 붙일 목적으로 베를렌은 랭보의 원고를 베를렌의 별거 중인 아내 마틸드의 동생인 작곡가 샤를르 드 시브리(Charles de Sivry)에게 빌려주었다. 동생이 랭보의 원고를 가지고 있다는 사실을 안 마틸드는 드 시브리에게 원고를 베를렌이나 그 원고를 출판하고자 하는 다른 사람에게 돌려주지 말라고 요구하였다. 마틸드가 베를렌과 이혼하고 재결합한 후 드 시브리에게 한 부탁을 철회한 1986년까지 랭보의 원고는 출판되지 못했다. 마틸드는 결혼 생활을 망친 랭보에게 복수할 방법을 모색하여, 베를렌이 전 애인의 원고를 다시 손에 넣는 것을 막았다.
드 시보리는 베를렌이 출판에 참여하지 않는 것을 조건으로 하여 루이 카르두넬(Louis Cardonel)에게 랭보의 원고에 대해 털어놓았고, 카르두넬은 1886년 랭보의 소네트와 함께 원고를 출판하기로 동의한 문예 잡지 《르 보그》의 편집자 귀스타브 칸(Gustave Kahn)에게 접촉하였다. 칸의 요청으로 예술 평론가이자 저널리스트인 펠릭스 페네옹(Felix Fénéon)이 작품의 순서를 배열하였다. 페네옹은 한 작품의 끝과 다른 작품의 시작을 연결하는 페이지를 존중하여 작품을 배열하고, 운문 시와 몇 개의 독립된 페이지는 무작위로 삽입하였다. 이러한 노력에도 프로젝트에 관련된 사람들의 이견으로 47개의 작품 중 35개만이 5월 13일과 6월 21일에 《라 보그》에서 출판되었다. 칸은 1886년 10월 레 퓌블리카시옹 드 라 보그에서 책의 형태로 출판하기 위하여 베를렌에게 아직 이름이 정해지지 않은 시집의 서문을 써 줄 것을 부탁하였다. 베를렌은 시집의 제목을 채색된 삽화라는 뜻의 일뤼미나시옹이라고 붙였다. 랭보는 자신이 얻고자 했던 인정을 받아 그의 원고가 이미 출판되었을 뿐만 아니라고 격찬을 받아 연구되고 있음을 알지 못하고 죽었다.